# Karmālīm
Karmālīm (persiska: کرمالیم, Kamar Kūh, کمر کوه) är en ort i Iran.   Den ligger i provinsen Zanjan, i den nordvästra delen av landet, 290 km nordväst om huvudstaden Teheran. Karmālīm ligger 1 068 meter över havet och antalet invånare är 279.
Terrängen runt Karmālīm är kuperad åt nordost, men åt sydväst är den bergig. Runt Karmālīm är det ganska glesbefolkat, med 47 invånare per kvadratkilometer. Närmaste större samhälle är Chavarzaq, 10,2 km öster om Karmālīm. Trakten runt Karmālīm består i huvudsak av gräsmarker.